# Cosmic Cowboys
Cosmic Cowboys est une série d'animation franco-canadienne en 52 épisodes de 13 minutes, créée par Jan Van Rijsselberge et réalisée par Hugo Gittard, François Rosso et Lauerent Nicolas. Cette série a été réalisée en coproduction entre Alphanim, France 3, Tooncan et Europool. Elle a été diffusée pour la première fois au Québec sur la chaîne Vrak TV le 4 janvier 2004, qui a diffusé l'intégralité de ses 52 épisodes,. En France, elle a été diffusée du 24 janvier 2004 au 26 juin 2004 sur France 3 dans TO3, mais n'a réussi à diffuser que 20 des 52 épisodes.

## Fiche technique
- Titre : Cosmic Cowboys
- Création : Jan Van Rijsselberge (crédité comme Eddy Marx)
- Réalisation : Hugo Gittard, François Rosso et Lauerent Nicolas
- Musique : Steve Wener et Brice "Lee" Montessuit pour le générique
- Production : Christian Davin et Clément Calvet
  - Coproducteurs : Paul Cadieux et Marc Gabizon
  - Production associée : Steven Ching, Lilian Eche et Pietro Campedelli
- Société de production : Alphanim, France 3, Tooncan Productions, Inc., Europool, Rai Fiction, Agogo Media, Gruppo Alcuni, Luxanimation, Sofica France Télévisions Images 2 et WRD/ARD
- Pays d'origine :  France,  Canada
- Langues originales : anglais, français
- Genre : Série d'animation
- Nombre de saison : 1
- Nombre d'épisode : 52
- Dates de première diffusion :
  -  Québec : 4 janvier 2004
  -  France : 24 janvier 2004
- Durée : 13 minutes

## Distribution (Voix française («québécoise»))[4]
Direction artistique : François Sasseville
Adaptation : Christian Agullo
Conseiller en enregistrements : Laurent Donnay
Enregistrement des voix : Pierre-Luc Choquette
- Jean-Marie Moncelet : Dook
- François Caffiaux : Curtis
- Hugolin Chevrette-Landesque : Céréal Bob
- Élisabeth Chouvalidzé : Mamie